# Nemce
Nemce és un poble i municipi d'Eslovàquia que es troba a la regió de Banská Bystrica.

## Història
La primera menció escrita de la vila es remunta al 1473.

## Demografia
| Godina             | 1994 | 2004   | 2014   | 2024   |
| ------------------ | ---- | ------ | ------ | ------ |
| Nombre de persones | 1088 | 1107   | 1183   | 1153   |
| Diferència         |      | +1,74% | +6,86% | −2,53% |

| Godina             | 2023 | 2024   |
| ------------------ | ---- | ------ |
| Nombre de persones | 1161 | 1153   |
| Diferència         |      | −0,68% |